# Szollás László

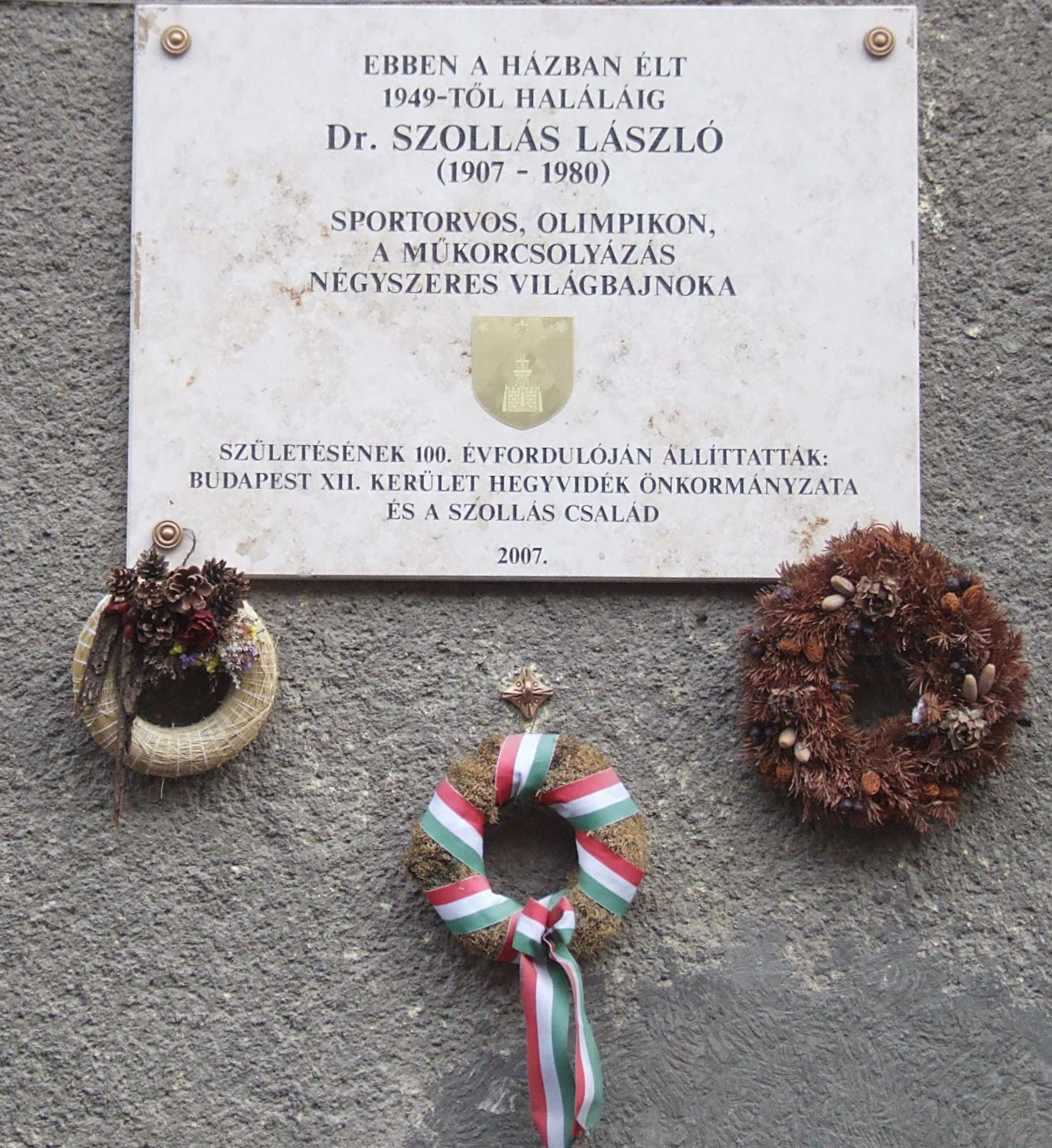
Emléktáblája: XII. kerület Győri út 2/C

Szollás László (Budapest, 1907. november 13. – Budapest, 1980. október 4.) világbajnok műkorcsolyázó, orvos.

## Életpályája
1929-től a BKE (Budapesti Korcsolyázó Egylet) műkorcsolyázója volt. 1929-től 1936-ig Rotter Emíliával, páros műkorcsolyázásban vett részt a versenyeken. 1931-ben, Berlinben, 1933-ban, Stockholmban, 1934-ben, Helsinkiben és 1935-ben Budapesten is elnyerték a páros műkorcsolyázás világbajnoki címét és ezzel máig ők a legeredményesebb magyar műkorcsolyázó páros. 1931. évi győzelmük a magyar páros műkorcsolyázás első világbajnoki aranyérme. Az 1932. évi montréali világbajnokságon 2. helyezést értek el. A kétszeres Európa-bajnok Orgonista Olga–Szalay Sándor páros után, az 1934. évi prágai Európa-bajnokságon ők nyerték a szakág harmadik magyar Európa-bajnoki címét. Részt vettek az 1932. évi Lake Placid-i és az 1936. évi Garmisch-Partenkirchen-i téli olimpián, és mindkettőn bronzérmet nyertek, ezzel a téli olimpiák történetében ők nyerték az első két magyar érmet. Aktív pályafutásukat az 1936. évi olimpia után fejezték be.
Szollás László a Pázmány Péter Tudományegyetemen orvosi oklevelet szerzett, majd sebész szakorvosi vizsgát tett. Nyugalomba vonulásáig a budapesti Sportkórház sebész főorvosa volt. Több mint három évtizedig élt munkahelye szomszédságában, a Németvölgyben.

## Sporteredményei
- kétszeres olimpiai 3. helyezett (1932, 1936)
- négyszeres világbajnok (1931, 1933, 1934, 1935)
- világbajnoki 2. helyezett (1932)
- világbajnoki 5. helyezett (1929)
- Európa-bajnok (1934)
- kétszeres Európa-bajnoki 2. helyezett (1930, 1931)
- hatszoros magyar bajnok (1931–1936)